# La Danse
La Dansa és una escultura realitzada per l'escultor francès Jean-Baptiste Carpeaux el 1868. Va ser un dels quatre grups escultòrics fets de marbre que decoren la façana de l'Òpera Garnier a París, dos a cada costat de l'entrada a nivell del terra.

## Història
A Carpeaux va tindre l'encàrrec, per part del seu amic Charles Garnier, de fer un grup basat en la dansa de Baco. L'escultura consta de diverses figures humanes, i per a la qual l'escultor va realitzar nombrosos esbossos al llarg de tres anys, amb actrius i ballarins del Palais-Royale com a models. [2]

El treball es va instal·lar el 1869, hi va ser àmpliament criticat com a obscè.
| « | Tinc una esposa i filles apassionades per la música que acostumen a anar a l'òpera. Serà impossible ara, mai no va deure donar-se el consentiment per realitzar un monument el signe del qual és el d'un mal lloc. | » |

 L'agost de 1869 va ser atacat quan un vàndal anònim va vessar tinta negra sobre el grup escultòric. L'escàndol es va calmar a l'esclat de la guerra francoprussiana el 1870, i l'estàtua original es va mantenir en la façana de l'òpera fins que va ser traslladat al Museu del Louvre el 1964 i reemplaçada per una còpia. L'original va ser traslladat el 1986 del Louvre al Museu d'Orsay.

## Descripció
En el centre del grup, construït en marbre, es troba un home jove amb ales que somriu mentre sosté ben alta una pandereta, al seu entorn ballen diverses dones. Carpeaux va retirar algunes de les seves idees incloses en principi en el grup com la figura d'una bacant (en terracota), model en poder del Museu Metropolità de Nova York.
L'any 1869, a causa d'una profunda crisi econòmica, l'autor va decidir donar-li una existència independent com a obra, es pot dir que d'aquesta obra de La Dansa hi ha dues noves versions reduïdes: L'Amour à la folie i Le génie de la Danse.

## Galeria
| - Entrada dreta de l'Òpera Garnier La Dansa al costat esquerre i al dret Le Drame lyrique de Jean Joseph Perraud. - Façana principal de l'Òpera Garnier amb la señalització de totes les escultures. |